# Wietersheim (Adelsgeschlecht)

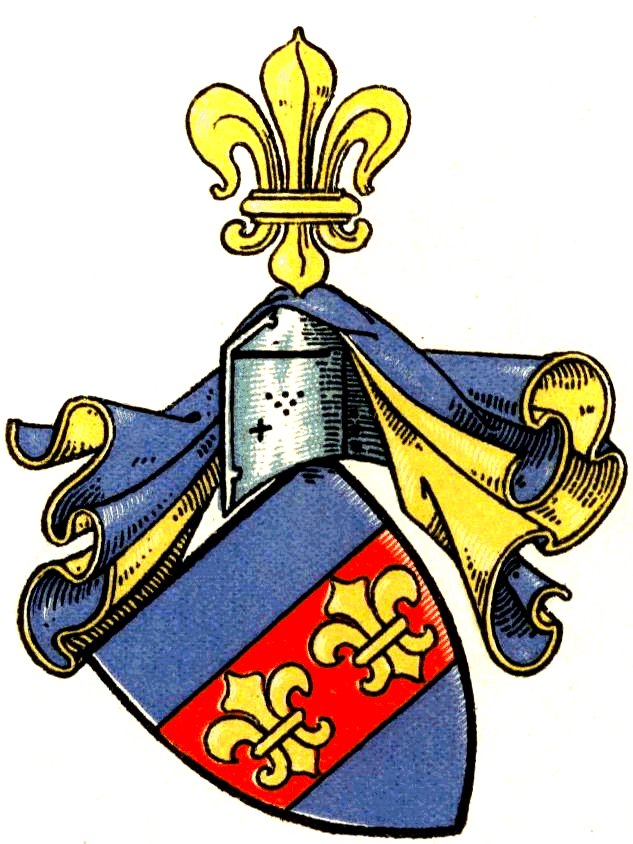
Wappen derer von Wietersheim

Wietersheim ist der Name eines ursprünglich westfälischen Adelsgeschlechts.

## Geschichte
Als Stammvater des Geschlechts gilt Cord Smeckeworst, genannt Wietersheim (* um 1500; † 1571), der 1529 als Bürger in Stadthagen nachgewiesen ist. Der Name verweist auf das ostfälische Wietersheim. Sein Sohn, der holsteinisch-schaumburgische Kanzler Dr. jur. utr. Anthonius Smeckeworst, gen. Witerßheim auf Stadthagen, Sachsenhagen und Apelern († 1614), der 1592 in den Adelsstand erhoben wurde, und dessen zweite Ehefrau Margarethe Langermann hinterließen sechs Söhne, von denen vier die Nachkommenreihe fortsetzten.

### Standeserhebungen
- Reichsadel für Anton (I.) von Wietersheim, verliehen von Kaiser Rudolf II. durch Diplom, d.d. Prag 28. Februar 1592[1]
- Hofpfalzgraf für Anton (II.) von Wietersheim, Erhebung durch Kaiser Ferdinand III. mit Diplom d.d. Wien 29. März 1642[2]

### Besitzungen

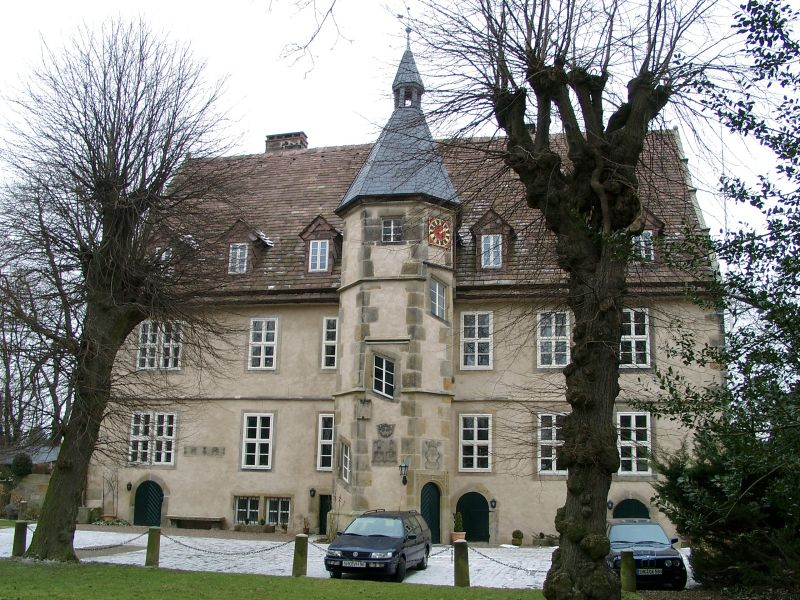
Schloss Hammerstein (Apelern) erbaut durch Anton (I.) von Wietersheim 1590, verkauft an Generalmajor Friderich Christoph Freiherr v. Hammerstein-Gesmold 1673

Folgende Besitze gehörten der Familie:
- Apelern 1590–1673
- Trossin bei Königsberg Nm. 1752–1771
- Niemberg bei Halle 1793–1804
- Mensdorf bei Eilenburg 1793–1844
- Batzlaff bei Cammin (Golczewo) 1819–1862
- Frenz (Osternienburger Land) 1621–1796
- Opperode 1622–1699
- Wörbzig 1621–1787
- Hochstüblau in Westpreußen 1828–1860
- Nöbdenitz 1828–1865
- Klitschen (Klitzschen) bei Torgau 1833–1877
- Zwangshof, Kreis Konitz in Westpreußen 1846–1922
- Neu-Pouch bei Bitterfeld1830–1869
- Sapraschine, Landkreis Trebnitz 1886–1906
- Johannisberg bei Lippehne Nm. 1903–1907

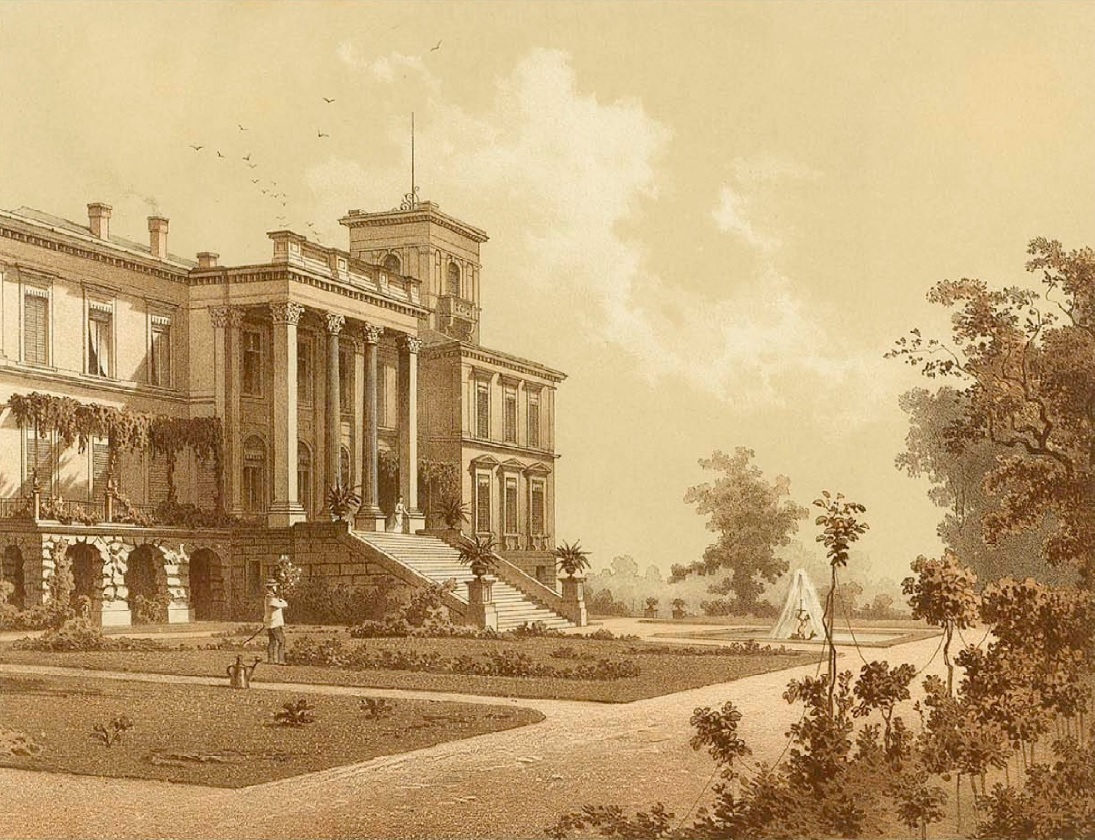
Rittergut Muhrau, um 1875/77, nach Sammlung Alexander Duncker, im Besitz der Familie 1916–1945

#### In Schlesien
- Neuhof 1862–1945[5]
- Viehau 1860–1945
- Neuland, Kunzendorf, Kesseldorf, Wenig-Rackwitz, im Kreis Löwenberg 1884–1945
- Seifersdorf 1884–1934
- Familienfideikommiss aus dem Besitz der Unternehmerfamilie Kramsta:
  - Wirrwitz 1915–1945
  - Krolkwitz 1915–1945
  - Neuen 1915–1945
- Nieder- und Oberarnsdorf 1901–1945
- Rauske 1923–1945
- Bertholdsdorf 1923–1945
- Förstchen 1923–1927
- Muhrau und Grunau im Landkreis Striegau 1916–1945
- Puschkau, Tschechen, Niklasdorf und Preilsdorf im Landkreis Schweidnitz 1923–1945

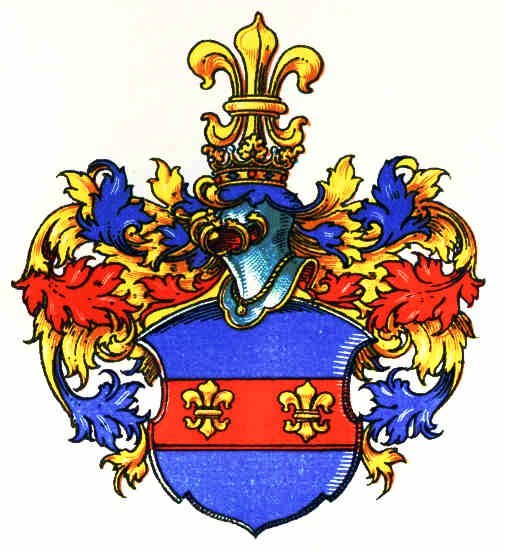
Wappen derer von Wietersheim

## Wappen
Das Wappen zeigt in Blau einen mit zwei goldenen Lilien belegten roten Balken. Auf dem Helm mit blau-rot-goldenen Decken eine goldene Lilie.
Nach Stenzel zeigt das Wappen in Blau einen mit zwei goldenen Lilien belegten Querbalken (nach Anderen jetzt: im blauen Felde zwei rote Querbalken, zwischen denen zwei goldene Lilien). Auf dem gekrönten Helme steht eine rote gekrönte Säule, auf der Krone mit einer goldenen Lilie besetzt und dreimal schräglinks von Lorbeerzweigen umwunden. Der mittlere dieser Zweige ist mit einem goldenen sechsstrahligen Stern besetzt. Die Helmdecken sind blau, rot und golden.

## Vertreter
- Anton (I.) von Wietersheim (1539–1614), holstein-schaumburgischer Kanzler, kaiserlicher Rat
- Anton (II.) von Wietersheim (1587–1647), holstein-schaumburgischer Kanzler, Drost in Barmstedt
- Heinrich Julius von Wietersheim (1585–1645), Geheimer Rat und Stiftshofmeister der Quedlinburg
- Ernst von Wietersheim († 1638), dänischer Rittmeister und Drost zu Pinneberg, im Hafen von Glückstadt ertrunken; 1636 Aufnahme in die Fruchtbringende Gesellschaft
- Gabriel von Wietersheim († 1652), aus Stadthagen, Domherr in Lübeck, Großvogt im Hochstift Lübeck, 1636 Aufnahme in die Fruchtbringende Gesellschaft
- Ludwig von Wietersheim († 1638), dänischer Oberst, gefallen vor Breisach; 1629 Aufnahme in die Fruchtbringende Gesellschaft
- Leopold Friedrich Ludwig von Wietersheim (1701–1761), preußischer Generalmajor
- Eduard von Wietersheim (1787–1865), Historiker, sächsischer Kultusminister
- Friedrich von Wietersheim (1849–1906), Konteradmiral
- Kurt von Wietersheim-Kramsta (1854–1936), preußischer Generalmajor, Erbte nach dem Tod seiner Großtante Marie von Kramsta 1923 die Güter Rauske, Bertholdsdorf und Förstchen. Durch testamentarische Regelung nahm er wie sein Vetter Hans-Christoph von Wietersheim zusätzlich den Namen von Kramsta an.
- Walter von Wietersheim (1863–1919), Politiker, Mitglied des preußischen Abgeordnetenhauses, Besitzer des Rittergutes Neuland im Kreis Löwenberg
  - Mark von Wietersheim (1897–1969), deutscher Politiker (NSDAP), Sohn des Walter von Wietersheim
  - Wend von Wietersheim (1900–1975), Generalleutnant der Wehrmacht, Träger des Eichenlaubs mit Schwertern zum Ritterkreuz, Sohn des Walter von Wietersheim
- Gustav Anton von Wietersheim (1884–1974), General der Wehrmacht, Träger des Ritterkreuzes
- Hans Christoph von Wietersheim-Kramsta (1899–1978), Besitzer des Familienfideikommiss Wirrwitz, Krolkwitz und Neuen (sämtlich Landkreis Breslau). 1916 erhielt er als Schenkung seiner Großtante Marie von Kramsta die Güter Muhrau und Grunau im Landkreis Striegau. 1923 erbte er Puschkau, Tschechen, Niklasdorf und Preilsdorf. Durch testamentarische Regelung nahm er zusätzlich den Namen Kramsta an.
  - Melitta Sallai (* 2. Oktober 1927 in Breslau) ist eine deutsche Aktivistin und Autorin

- Walter Wolfram von Wietersheim (1917–2002), deutscher Offizier, Träger des Ritterkreuzes
- Sigvard Edgar Georg von Wietersheim (1926–2021), General der Bundeswehr
- Armin von Wietersheim (1931–2007), Oberst im Generalstab, Rechtsritter des Johanniterordens
- Anton von Wietersheim (* 1951), namibischer Politiker und ehemaliger Minister für Landwirtschaft, Wasserversorgung und ländliche Entwicklung
- Stefanie von Wietersheim (* 1970), deutsche Kulturwissenschaftlerin, Journalistin und Autorin